# Workday
Workday est une entreprise américaine spécialisée dans les applications cloud dans le domaine des ressources humaines et de la finance.  
En octobre 2012, l’entreprise s'introduit en bourse, valorisant la société à 3,6 milliards de dollars.  

## Histoire
La société est fondée par David Duffield, fondateur et précédent président de l'éditeur PeopleSoft, et par le précédent chief strategist de PeopleSoft, Aneel Bhusri, les deux hommes ayant quitté le groupe PeopleSoft après l'OPA hostile de l'éditeur Oracle en 2005.
En mai 2008, Workday a signé un contrat important avec Flextronics pour fournir des services de logiciels de gestion du capital humain.
En juin 2018, Workday annonce l'acquisition d'Adaptative Insigths pour 1,55 milliard de dollars.